# Immanuel Friedlaender

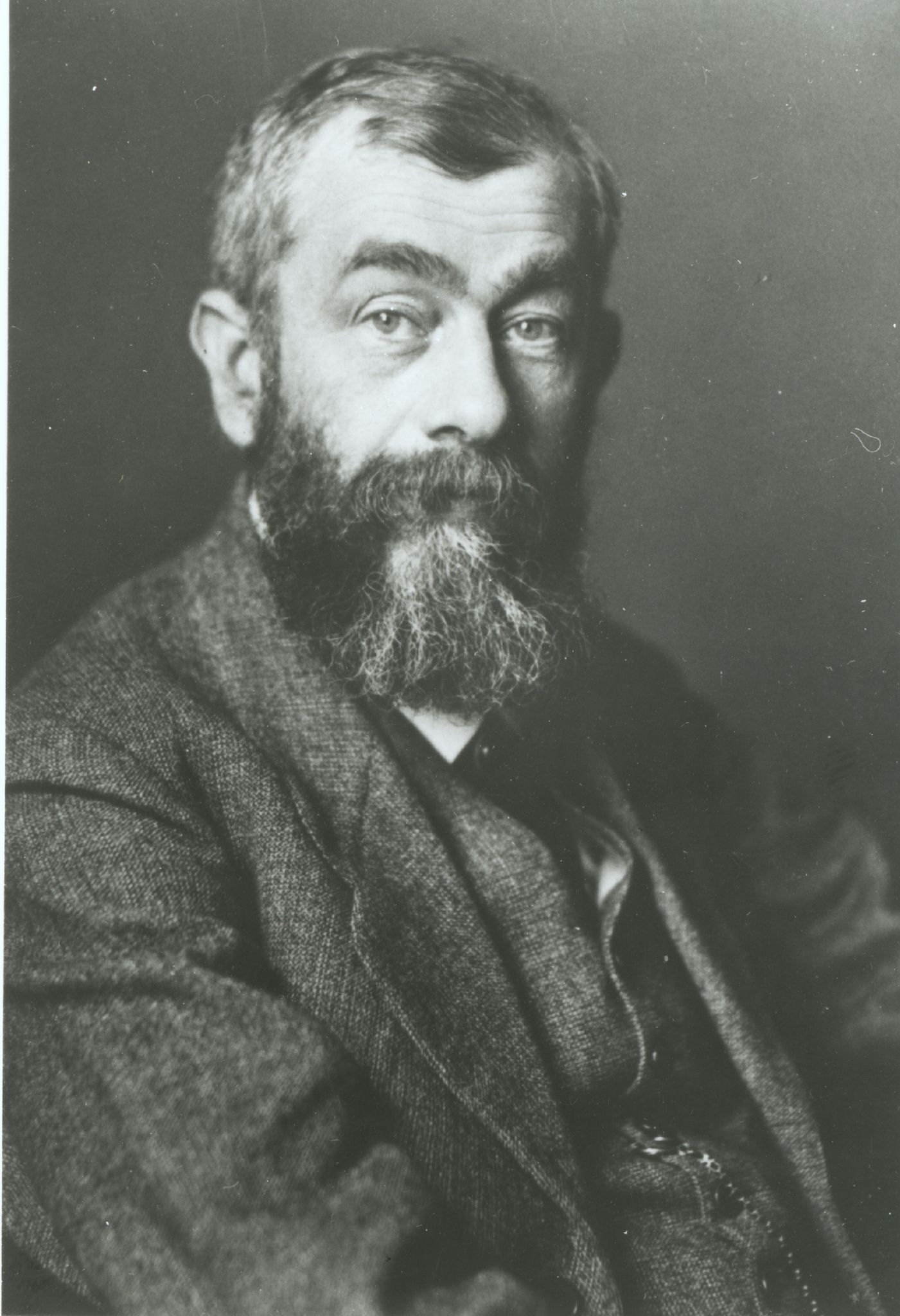
Immanuel Friedlaender, omkring 1930.

Carl Gottfried Immanuel Friedlaender, född 9 februari 1871 i Berlin, död 1948, var en tysk-schweizisk vulkanforskare, son till nationalekonomen Carl Friedlaender.
Friedlaender var från 1901 bosatt i Neapel, där han 1913 grundlade ett privat vulkaninstitut. Från 1913 var Friedlaender utgivare av tidskriften Zeitschrift für Vulkanologie. Friedlaender utgav bland annat Die Geschichte des Vesuv om Vesuvius.